# Quintus Voconius Saxa Fidus
Quintus Voconius Saxa Fidus war ein römischer Senator im 2. Jahrhundert n. Chr.
Quintus Voconius Saxa kam aus einem plebejischen Geschlecht, das ursprünglich aus Aricia stammte und seit dem 2. Jahrhundert v. Chr. in der römischen Politik auftrat, zuerst mit Quintus Voconius Saxa, Volkstribun 169 v. Chr.
Das Geburtsdatum von Quintus Voconius Saxa Fidus ist nicht bekannt, aber auf Grund seiner Ämterlaufbahn (cursus honorum), der aus zwei Inschriften bekannt ist, muss er einige Jahre vor Ende des 1. Jahrhunderts geboren sein. Demnach bekleidete er im Vigintivirat das Amt eines decemvir stlitibus iudicandis. Anschließend war er nacheinander Militärtribun der Legio III Cyrenaica und Legio XII Fulminata. Während der Teilnahme am Partherkrieg Trajans wurde er vom Kaiser ausgezeichnet. Bald nach dem Jahre 127 wurde er quaestor pro praetore für die Provinz Makedonien. Weitere Ämter waren das Volkstribunat und die Praetur. Als curator viae Valeriae Tiburtinae etwa 132/133 hob er Truppen aus.
Um 141 wurde er mit einem militärischen Kommando betraut, als Kommandeur (Legatus) der Legio IIII Scythica. Anschließend war er 142/143 Prokonsul der Provinz Bithynia et Pontus, um dann von 143 bis 146 als legatus Augusti pro praetore die Statthalterschaft von Lycia et Pamphylia zu übernehmen. Nach diesen auswärtigen Ämtern wurde Quintus Voconius Saxa Fidus mit dem Amt eines Suffektkonsuls für das Jahr 146 belohnt. Er ist zusammen mit seinem Kollegen, Gaius Annianus Verus, in zwei Militärdiplomen aufgeführt, die auf den 11. Oktober 146 datiert sind; die beiden übten ihr Amt von September bis Oktober aus. Nach seinem Konsulat war er 162 Prokonsul der Provinz Africa. Über sein weiteres Leben und sein Todesdatum ist nichts bekannt.